# Peter F. Krogh
Peter Frederic Krogh (* 1937) ist ein amerikanischer Politikwissenschaftler und Hochschullehrer an der Georgetown University.

## Leben und Wirken
Peter F. Krogh studierte zunächst Wirtschaftswissenschaft am Harvard College der Harvard University und erwarb dort 1958 den Bachelorgrad. Sein Studium setzte er anschließend an der Tufts University in Boston fort, wo er an der Fletcher School of Law and Diplomacy 1962 im Bereich Internationale Politik den Magistergrad erwarb. An der gleichen Universität promovierte er anschließend im Jahre 1966. Bis 1970 war er dort als Hochschullehrer tätig. Im Jahre 1970 übernahm er eine Professor für Internationale Politik an der Georgetown University. Bis 1995 leitete er dort als Dekan die Walsh School of Foreign Service. Als Professor trat er 2009 in den Ruhestand.
Krogh wirkte außerdem als außenpolitischer Berater der US-Regierung und Moderator zahlreicher Fernsehsendungen, in denen es um Außenpolitik ging und u. a. Interviews mit prominenten Persönlichkeiten des politischen Lebens geführt wurden.

## Veröffentlichungen
- The State Department at home. In: Smith Simpson (Hrsg.): Resources and needs of American diplomacy (= The Annals, Bd. 380). American Academy of Political and Social Science, Philadelphia 1968, S. 118–124.

- (Hrsg.): Geheimhaltung und Öffentlichkeit in der Außenpolitik (= Sozialwissenschaftliche Studien zur Politik, Bd. 4). Eichholz Verlag, Bonn 1974, ISBN 3-87198-028-5.
- (Mitautor): Careers in international affairs. Walsh School of Foreign Service, Washington, D.C. 1985.
- (Mitautor): National interests and global goals. University Press of America, Lanham u. a. 1989, ISBN 0-8191-7543-9.
- (Hrsg.): Palestinians under occupation. Prospects for the future. Georgetown University, Washington, D.C. 1989, ISBN 0-932568-16-5.
- American Foreign Policy in Historical Perspective. In: Alexander Biner (Hrsg.): International Public Affairs. Im Spannungsfeld von Freiheit und Verantwortung. Festschrift für Wolfgang Schürer. Stämpfli, Bern 2006, S. 111–120, ISBN 3-7272-2950-0.
- From the Dean's Chair. A decade of reflections on world affairs 1984–1994. Walsh School of Foreign Service, Georgetown University, Washington, D.C. 2015
- World's westward march. Explorers, warriors, and statesmen. Hamilton Books, Lanham u. a. 2020, ISBN 978-0-7618-7159-0.